# Mihaela Stoica
Mihaela Stoica (n. 6 iulie 1967) este un fost deputat român, ales în 2012 din partea Partidului Democrat Liberal. 